# Wanggok-myeon
Wanggok-myeon (koreanska: 왕곡면) är en socken i stadskommunen Naju i provinsen Södra Jeolla i den sydvästra delen av Sydkorea, 290 km söder om huvudstaden Seoul.